# 武氏諧
武氏諧（越南语：／；1828年6月23日—1902年6月3日），又名武氏緣（越南语：／），麗國公武春謹之女，阮朝嗣德帝的皇后。

## 生平
明命十九年五月十二日（1828年6月23日），武氏諧出生在廣平省廣寧府麗水縣，是刑部尚書麗國公武春謹之女，生母為陳夫人。紹治三年（1843年），嫁皇子阮福洪任，甚得皇子生母范氏姮（即後來的慈裕太后）的喜歡。
嗣德元年（1848年），阮福洪任繼位，是為嗣德帝。嗣德三年（1850年）五月，嗣德帝制定後宮宮階，冊封武氏諧為二階勤妃。嗣德十三年（1860年）正月，晉封為一階純妃。翌年（1861年）十一月，改封號為忠妃。嗣德二十三年（1870年）正月，再晉封為皇貴妃，成為嗣德帝後宮之首。嗣德三十五年（1882年），因事降為忠妃。
武氏諧與嗣德帝之間沒有子女。嗣德三十六年（1883年）嗣德帝逝世，養子阮福膺禛繼位，是為育德帝；但三天之後便被權臣阮文祥、尊室說廢黜。協和帝繼位之後，武氏諧被尊為謙皇后，但未及舉辦晉尊儀式，協和帝被廢。
咸宜元年（1885年）五月，咸宜帝發起勤王運動，武氏諧與太皇太后范氏姮、學妃阮氏香一起，被尊室說劫持到了廣治省。但在法國人的壓力下，尊室說被迫釋放了三宮，她們經謙陵返回順化。
同慶二年（1887年），同慶帝給武氏諧上徽號莊懿皇太后（越南语：／）。
成泰元年（1889年）十月，成泰帝又尊她為莊懿順孝太皇太后（越南语：／）。
成泰十四年四月二十七日（1902年6月3日），武氏諧去世，享壽七十五歲（周岁73岁）。谥号為儷天輔聖莊懿順孝勤恕溫慈賢明靜壽英皇后（越南语：／），葬於嗣德帝謙陵內，稱謙壽陵。

## 影視形象
| 演員 | 年份   | 影視作品 | 備註   |
| 玉川 | 2019年 | 《鳳扣》 | 武安緣 |